# Thalaina principaria
Thalaina principaria är en fjärilsart som beskrevs av Herrich-Schäffer 1855. Thalaina principaria ingår i släktet Thalaina och familjen mätare. Inga underarter finns listade i Catalogue of Life.